# اجه دیزدار
اجه دیزدار (ترکی استانبولی: Ece Dizdar؛ زادهٔ ۲۳ نوامبر ۱۹۸۱) بازیگر اهل ترکیه است.
وی از سال ۲۰۰۲ میلادی تاکنون مشغول فعالیت بوده است. از فیلم‌ها یا برنامه‌های تلویزیونی که وی در آن
ایفای نقش کرده است می‌توان به عشق سیاه و سفید و سیب ممنوعه اشاره کرد.